# Vargem (Varginha)
Vargem é um bairro da cidade de Varginha, Minas Gerais, Brasil. O bairro é considerado como o local mais provável de origem da cidade, quando surgiu no local um povoado, ponto de parada de tropeiros, que eram caixeiros viajantes. As primeiras referências ao povoado surgem em 1763.

Seu crescimento foi limitado durante algum tempo, até que na década de 2010 houve a construção de casas populares, implantação da Equipe de Saúde da Família, e a criação do Galpão de Café.